# Dinatriumdifosfat
Dinatriumdifosfat används som stabiliseringsmedel för att förbättra konsistensen och för att binda vatten. Den har CAS-nummer 7758-16-9 och E-nummer 450.